# 统一工人社会党 (巴西)
统一工人社会党（葡萄牙语：Partido Socialista dos Trabalhadores Unificado）是巴西的一个托洛茨基主义政党。该党成立于1993年9月30日，由社会主义融合和一些较小的左翼组织组成的“革命阵线”改组而成。1995年12月19日，该党向巴西官方注册。该党的意识形态是共产主义、马克思主义、托洛茨基主义、莫雷诺主义。该党的政治立场是极左翼。该党是国际工人联盟—第四国际最大的支部。